# Никифор Бриєнній (етнарх)
Никифор Бриєнній (*Νικηφόρος Βρυέννιος, бл. 1005 —після 1058) — політичний та військовий діяч Візантійської імперії.

## Життєпис
Походив з провінційної знаті з феми Фракія або Македонія. Народився в Адріанополі. Розпочав кар'єру у війську, дослужившись до посади етнарх (командувача загонів іноземних вояків з курдів та арабів, більшість була з Алеппського емірату) в фемі Македонія.
Перша письмо згадка відноситься до 1050 року. 1051—1052 роках завдав декількох поразок печенізьким загонам, що діяли в фемі Македонія. За це отримав посаду стратилата Заходу та титул патрикія. Слідом за цим переведено до Малої Азії, де той очолював македонські тагми. У 1054 році відзначився у боях з сельджуками.
У 1055 році після отримання звістки про смерть імператора Костянтина IX самовільно залишив військо й рушив до Константинополя. Висловлюється думка, що Бриєнній планував захопити владу. Втім за наказом імператриці Феодори 1056 року його було арештовано, позбавлено майно та відправлено у заслання.
У 1057 році після смерті Феодори новий імператор Михайло VI повернув Бриєннія із заслання, також йому надано колишній титул, але не повернуто конфісковане майно. Натомість призначено стратегом феми Каппадокія. Невдовзі вступив у таємну змову на чолі із Ісааком та Іоанном Комнінами.
Бриєнній прибув до своєї феми з військовим скарбничим Іоанном Опсарою. Після видачі 3 тис. воякам опсонія (фіксованої платні) етнарх став вимагати у Опсари грошей для додаткових виплат. Останній відмовив та повідомив Ліканфу, стратегу феми Пісідії і Лікаонії про те, що Бриєнній начебто готує заколот. В свою чергу Бриєнній арештував вірних імператорові чиновників та військовиків. Ліканф раптово захопив Бриєннія та передав Опсарі, якого звільнив з в'язниці. Останній наказав осліпити етнарха та відіслати до імператора. Ці події прискорили виступив заколотників Комнінів, які 1058 року повалили Михайла VI.
У 1058 році Никифора Бриєннія звільнено та повернуто усе його майно. Втім він відійшов від будь-якої діяльності. Подальша доля невідома.

## Родина
Дружина — Анна, донька невідомого куропалата
Діти:
- Никифор (д/н — після 1095), дука Болгарії, стратег феми Діррахіум
- Іоанн (д/н—1078)